# Willie Fallon
Willie Fallon lub Bill Fallon, właśc. William Joseph Fallon (ur. 14 stycznia 1912 w Larne, zm. 23 marca 1989 w Nottingham) – irlandzki piłkarz występujący na pozycji pomocnika lub napastnika, reprezentant Irlandii w latach 1934–1939.

## Kariera klubowa
Karierę sportową rozpoczął w połowie lat 1920., uprawiając futbol gaelicki. W 1930 roku rozpoczął występy w klubie piłkarskim Brideville FC z Dublina. Po sezonie 1931/32 z powodu zmniejszenia liczby uczestników League of Ireland zespół relegowano, a on sam przeniósł się do Dolphin FC. W sezonie 1932/33 dotarł z tym klubem do finału Pucharu Irlandii, w którym zdobył gola w przegranym dwumeczu przeciwko Shamrock Rovers F.C. (3:3, 0:3). W lutym 1934 roku został graczem Notts County FC, dla którego w latach 1934–1938 na poziomie Second Division i Third Division rozegrał 120 spotkań i strzelił 20 bramek. W marcu 1938 roku podpisał umowę z Sheffield Wednesday F.C., które zapłaciło za jego transfer kwotę 3 tys. funtów, oddając dodatkowo skrzydłowego Jacka Roya. W barwach tego klubu Fallon rozegrał łącznie 45 spotkań w Second Division, w których zdobył 12 goli.
Z powodu wybuchu II wojny światowej jesienią 1939 roku powrócił do mającej status państwa neutralnego Irlandii. W latach 1939–1946 występował w League of Ireland jako gracz Shamrock Rovers F.C. (Puchar Irlandii 1939/40), Shelbourne F.C. (mistrzostwo Irlandii i Puchar Ligi w sezonie 1943/44) oraz Dundalk FC. Po zakończeniu konfliktu, w połowie 1946 roku został ponownie piłkarzem Notts County FC (Third Division). W barwach tego klubu rozegrał 15 ligowych spotkań i strzelił 3 gole. W sezonie 1947/48 grał w Exeter City FC, gdzie zanotował 2 bramki w 8 występach, przez większą część rozgrywek występując w zespole rezerw. W 1948 roku odszedł do Peterborough United (Midland Football League). W tym samym roku w meczu rezerw doznał złamania obojczyka, po którym zmuszony był zakończyć karierę zawodniczą.

## Kariera reprezentacyjna
16 grudnia 1934 zadebiutował w reprezentacji Irlandii administrowanej przez FAI w przegranym 2:4 spotkaniu towarzyskim przeciwko Węgrom w Dublinie. W grudniu 1936 roku w meczu przeciwko temu samemu rywalowi (2:3) zdobył pierwszą bramkę w drużynie narodowej. Ogółem w latach 1934–1939 zanotował w reprezentacji 9 występów, w których strzelił 2 gole.

### Bramki w reprezentacji
| LP | Data              | Miejsce                | Przeciwnik | Bramka | Rezultat | Ranga meczu     |
| -- | ----------------- | ---------------------- | ---------- | ------ | -------- | --------------- |
| 1. | 6 grudnia 1936    | Dalymount Park, Dublin | Węgry      | 1:0    | 2:3      | Mecz towarzyski |
| 2. | 13 listopada 1938 | Dalymount Park, Dublin | Polska     | 1:0    | 3:2      | Mecz towarzyski |

## Życie prywatne
Urodził się w 1912 roku w Larne w prowincji Ulster. Jego młodszy brat Peadar Domnal Fallon (1922–2001) również był piłkarzem. W sezonie 1947/48 występowali oni wspólnie w Exeter City FC. W okresie II wojny światowej Willie Fallon służył w Irish Army i był członkiem jej reprezentacji piłkarskiej. Po zakończeniu kariery sportowej osiadł w Nottinghamshire i pracował w branży budowlanej.

## Sukcesy
Shamrock Rovers F.C.
- Puchar Irlandii: 1939/40

Shelbourne F.C.
- mistrzostwo Irlandii: 1943/44
- Puchar Ligi: 1943/44